# مارك نيفيل
مارك نيفيل (بالإنجليزية: Mark Neville)‏ هو فنان تنصيبي ومصور بريطاني، ولد في 1966 في لندن في المملكة المتحدة.